# Brayan Zamora
Brayan Bernardo Zamora (Grecia, 2 de enero de 1982) es un futbolista costarricense que se desempeña como portero y actualmente milita en el Municipal Grecia de la Segunda División de Costa Rica.

## Clubes
| Club             | País       | Año               |
| ---------------- | ---------- | ----------------- |
| Puntarenas FC    | Costa Rica | 2008              |
| Carmelita        | Costa Rica | 2008 - 2009       |
| Puntarenas FC    | Costa Rica | 2009 - 2011       |
| Carmelita        | Costa Rica | 2011 - 2013       |
| San Carlos       | Costa Rica | 2013 - 2015       |
| Municipal Grecia | Costa Rica | 2015 - Actualidad |

## Palmarés
| Título                  | Club          | Resultado  |
| ----------------------- | ------------- | ---------- |
| Torneo de Invierno 2009 | Puntarenas FC | Subcampeón |